# Зільмукмахі
Зільмукмахі (рос. Зильмукмахи) — село Акушинського району, Дагестану Росії. Входить до складу муніципального утворення Сільрада Усишинська.
Населення — 325 (2010).

## Населення
За даними перепису населення 2002 року в селі мешкало 304 особи. В тому числі 138 (45,39 %) чоловіків та 166 (54,61 %) жінок.
Переважна більшість мешканців — даргинці (100 % від усіх мешканців). У селі переважає усіша-цудахарська мова.
У 1959 році в селі проживала 91 особа.